# David Carrillo
David Carrillo Crespo (Madrid; 18 de agosto de 1984) es un actor español. Carrillo comenzó a trabajar a muy temprana edad, participó en series como Canguros, Los ladrones van a la oficina o la popular Médico de familia, encarnando el papel de amigo de Chechu durante dos temporadas. Pero es en un programa infantil, Club Disney, donde alcanzó la máxima popularidad, trabajando en el mismo desde 1996 hasta el año 2000.

## Biografía
Después participa en el cine, su debut junto con Antonio del Real en Y decirte alguna estupidez, por ejemplo, te quiero en el papel de Salva. En el cine le siguen títulos como Besos de gato o Café solo o con ellas, esta última muy taquillera, en el papel de Philip. 
Desde 2005 y hasta su despedida el 29 de junio de 2014 forma parte del elenco protagonista de Hoy no me puedo levantar en el papel de Guillermo, por el que recibe el premio a mejor actor revelación y el favor de la crítica, que dice hace una "magistral interpretación" de un gay ochentero cargada de cambios de registros, desde el 2009 también interpreta el personaje de Panchi.
Compagina su trabajo en el teatro sin descuidar la televisión y el doblaje. En televisión, se le ha visto en series como Matrimonio con hijos, Escenas de matrimonio o A ver si llego (2009). En esta última con un personaje fijo Ignacio, estudiante de periodismo con las "hormonas esquizofrénicas" según dijo el mismo. En el doblaje, su trabajo más destacable es poner voz a Ron Weasley, el amigo pelirrojo de Harry Potter desde Harry Potter y el prisionero de Azkaban en adelante. También ha sido voz del niño de The Full Monty, El hijo del presidente, El rey Arturo o El señor Ibrahim y las flores del Corán, entre muchos títulos más.

El 4 de mayo de 2017 se anuncia su participación como concursante en el nuevo programa Me lo dices o me lo cantas de Telecinco. En su primera actuación interpretó a Kiko Rivera, quien demandó a él y al programa por hacer alusión a los problemas judiciales de su madre. David Carrillo respondió que solamente era una parodia y que debería tomárselo con más humor.

## Carrera
Realizó estudios de interpretación con Eduardo Recabarren, y de voz con Lídia García.

### Cine
- Para Sonia. Cortometraje para el Jameson NOTODO FILMFEST, protagonista, año 2015 (cortometraje).
- Lolo y Lucas. Cortometraje para el Jameson NOTODO FILMFEST, protagonista, año 2014 (cortometraje).
- OUT OF. Directores: Gabriela Martí, Juan Torán, Luis Arribas, Mónica Estarreado, Luis Soravilla y Mariano Schoendorff, protagonista, TACH PRODUCCIONES, año 2012 (cortometraje).
- Fresas en noviembre. Dir. Horacio Alcalá, protagonista, año 2008 (cortometraje).
- Café solo o con ellas. Dir. Álvaro Díaz, DRIVE, Philip, año 2006.
- Besos de gato. Dir. Rafael Alcázar, secundario (Toto), año 2002.
- Y decirte alguna estupidez, por ejemplo, te quiero. Dir. Antonio del Real, Salva, año 2000.

### Doblaje
- Alisa, que no fue así, como Arik Sapojkov, año 2015.
- Harry Potter y las Reliquias de la Muerte: parte 1 y parte 2, (Ron Weasley), año 2010 primera parte, año 2011 segunda parte.
- Harry Potter y el misterio del príncipe,[7] (Ron Weasley), año 2009.
- Harry Potter y la Orden del Fénix,[8] (Ron Weasley), año 2007.
- Harry Potter y el cáliz de fuego.[9] (Ron Weasley), año 2005.
- Harry Potter y el prisionero de Azkaban. (Ron Weasley), año 2004.
- El señor Ibrahim y las flores del Corán.(Momo), año 2004.
- El Rey Arturo. (Alecto), año 2004.
- Harold & Kumar Go to White Castle.(Cole), año 2004.
- "Barbie". (Príncipe Naskbur), año 2004.
- El lenguaje de los sueños. (Belansay), año 2004.
- Buffy Cazavampiros. (Andrew), año 2004.
- Georgia. (Alimno), año 2004.
- Como perros y gatos. (Cachorro 5), año 2001.
- Los cachorros del Libro de la Selva. (Rey Loui), año 1998.
- The Full Monty. (Nathan), año 1997.
- El hijo del presidente (protagonista), año 1997.

### Televisión
- Servir y proteger, La 1, Episódico, año 2018
- Me lo dices o me lo cantas,Telecinco, Concursante año 2017.
- La que se avecina, Telecinco, Episódico, año 2016.
- José Mota presenta..., La 1, Episódico año 2015.
- Arrayán, Canal Sur Televisión, Grupo Endemol, compañero de celda de Carlos, año 2012-2013.
- La noche en Paz, Telecinco, Alba Adriática, varios sketches, año 2011.
- Cuéntame cómo pasó, TVE1, Grupo Ganga, Peter Punky, año 2011.
- ¡A ver si llego!, Telecinco,  Alba Adriática, Ignacio, año 2009.
- Escenas de matrimonio, Telecinco,  Alba Adriática, Episódico, año 2007.
- Matrimonio con hijos, Sony, Canal Cuatro. Episódico, año 2006.
- Hospital Central, Telecinco, Videomedia, Episódico, año 2003.
- Ana y los 7, TVE1, Star Line P.C., Episódico, año 2002.
- Médico de familia[10] ", Telecinco, Globomedia, David, año 1996.
- Tres hijos para mi solo, Antena 3, secundario, año 1995.
- Canguros, Antena 3, secundario, año 1994.
- Los ladrones van a la oficina. Antena 3, capítulo "El mejor abuelo" año 1994.
- Secretos de familia. TVE, niño gancho en cámaras ocultas, año 1993.

### Trabajo de presentador
- El Hub. Programa para Non Stop People. Colaborador, año 2016
- Noche Sensacional. Programa para 13TV. Copresentador, año 2011
- Premios iBiJvN.08 .Premios Ibi Joven. Copresentador, año 2008.
- La hora animada. Programa infantil para Punto TV. Presentador, año 2005/2009.
- Club Disney, Programa para Telecinco. Presentador, años 1996/2000.
- No me lo puedo creer. Programa para TVE. Copresentador, año 1994.

### Teatro
- El Credito, Dirección Gabriel Olivares, Teatro La Latina / Teatro Maravillas, Protagonista (Antonio), 2022-actual.
- El Nombre, Dirección Gabriel Olivares, Teatro La Latina / Teatro Maravillas, Protagonista (Vicente), 2022-actual.
- Burundanga, Dirección Gabriel Olivares, Teatro Fígaro, Protagonista, 2023-actual.
- La Cuenta, Dirección Gabriel Olivares, Teatro La Latina / Patio Teatro QSF y gira por España, Protagonista, 2022-actual.
- Hoy no me puedo levantar, Musical, Protagonista (Guillermo), GOU Producciones, en México 2020.
- El príncipe y la corsita, Director Pilar Castro, Protagonista, de gira por España, 2018.
- Bellas y Bestias, Director Paco Rodríguez, Teatro Reina Victoria y gira por España, Protagonista, 2018-2019.
- Clímax!, Directores Paco Rodríguez e Isidro Romero, Teatro Alfil, Protagonista, 2015-actual
- Éxtasis, Directores Isidro Romero y Paco Rodríguez, Teatro Alfil, Protagonista, 2015-2019.
- Una familia de verdad, Director Antonio Rincón-Cano, Sala Tú/Teatro de las Aguas, Protagonista, 2015-2016.
- 15 minutos de fama: El casting, Director Carlos Manzanares, Sala Azarte, Protagonista, 2015.
- La Ola, Directores Marc Montserrat Drukker e Ignacio García May, Centro Dramático Nacional, Protagonista, 2015.
- Madre Bio-ilógica, Director Quino Falero, Microteatro en Toma Jamón, Protagonista, 2014.
- Hoy no me puedo levantar Madrid, MUSICAL, Protagonista (Guillermo), DRIVE, 2013-2014.
- Hoy no me puedo levantar León, MUSICAL, Protagonista (Guillermo), DRIVE, 2012.
- Más de cien mentiras, Musical, Protagonista (Manitas), DRIVE, 2012.
- Pretty Woman, my love, Musical, Protagonista (miembro del jurado), Elite Producciones, 2012.
- Gira Ahora o Nunca de Hoy No Me Puedo Levantar, Musical, Protagonista (Guillermo y Panchi), DRIVE, 2010-2011.
- Gira de Despedida Hoy no me puedo levantar, Musical, Protagonista (Guillermo y Panchi), DRIVE, 2010.
- Hoy no me puedo levantar Barcelona, MUSICAL, Protagonista (Guillermo y Panchi), DRIVE, 2009 a 2010.
- Gira Hoy no me puedo levantar, Musical, Protagonista (Guillermo y Panchi), DRIVE, 2008 a 2009.
- Hoy no me puedo levantar, Musical, Protagonista (Guillermo), DRIVE, año 2005 a 2008.

### Director
- Shock! de Ariel Capone, Director David Carrillo, Teatro de las Aguas, 2016-Actual.[11]
- Micro Yerma de Ariel Capone, Director David Carrillo, Teatro de las Aguas, 2017-Actual.

### Premios y nominaciones
- Ganador de Mejor Actor de Reparto (Hoy No Me Puedo Levantar) en la 4ª Edición de los Premios Broadway World Spain 2014
- Nominado a Mejor Actor de Reparto (Hoy No Me Puedo Levantar) en la 1ª Edición de los Premios Spain Broadway World 2011
- Nominado a Mejor Actor de Reparto (Hoy No Me Puedo Levantar) en la 4ª Edición de los Premios del Teatro Musical 2010.[12]
- Nominado a Mejor Actor de Reparto (Hoy No Me Puedo Levantar) en la 1ª Edición de los Premios del Teatro Musical 2007.
- Ganador de Mejor Actor Revelación (Hoy No Me Puedo Levantar) en la 1ª Edición de los Premios "Amigos de los Musicales"